# 1283 w polityce
Wydarzenia polityczne w 1283 roku.

## Wydarzenia
- Krzyżacy zakończyli podbój Prus[1][2].

## Urodzili się
- Siemowit II, książę warszawski[3].

## Zmarli
- Albierz, biskup włocławski.